# Brachypodium distachyon
Il paléo annuale (Brachypodium distachyon (L.) P.Beauv., 1812) è una pianta angiosperma monocotiledone appartenente alla famiglia delle Poaceae (o Gramineae, nom. cons.), utilizzata come organismo modello per studi di genomica funzionale.

## Etimologia
Il nome generico (Brachypodium) deriva da due parole greche ("brachys" = breve e "podion" = piccolo piede) e fa riferimento ai pedicelli molto corti delle spighette. L'epiteto specifico deriva da due parole greche ("dis" = due volte e "stachys" = spiga) e indica una infiorescenza con due rami o con rami regolarmente biforcati.
Il binomio scientifico di questa pianta è stato proposto inizialmente Linneo (1707 – 1778), perfezionato successivamente dal naturalista e botanico frances Ambroise Marie François Joseph Palisot de Beauvois (Arras, 27 luglio 1752 – Parigi, 21 gennaio 1820) nella pubblicazione "Essai d'une Nouvelle Agrostographie; ou Nouveaux Genres des Graminées; Avec Figures Représentant les Caractéres de tous le Genres. Imprimerie de Fain. Paris" (Ess. Agrostogr. 155 -101, 156) del 1812.

## Descrizione

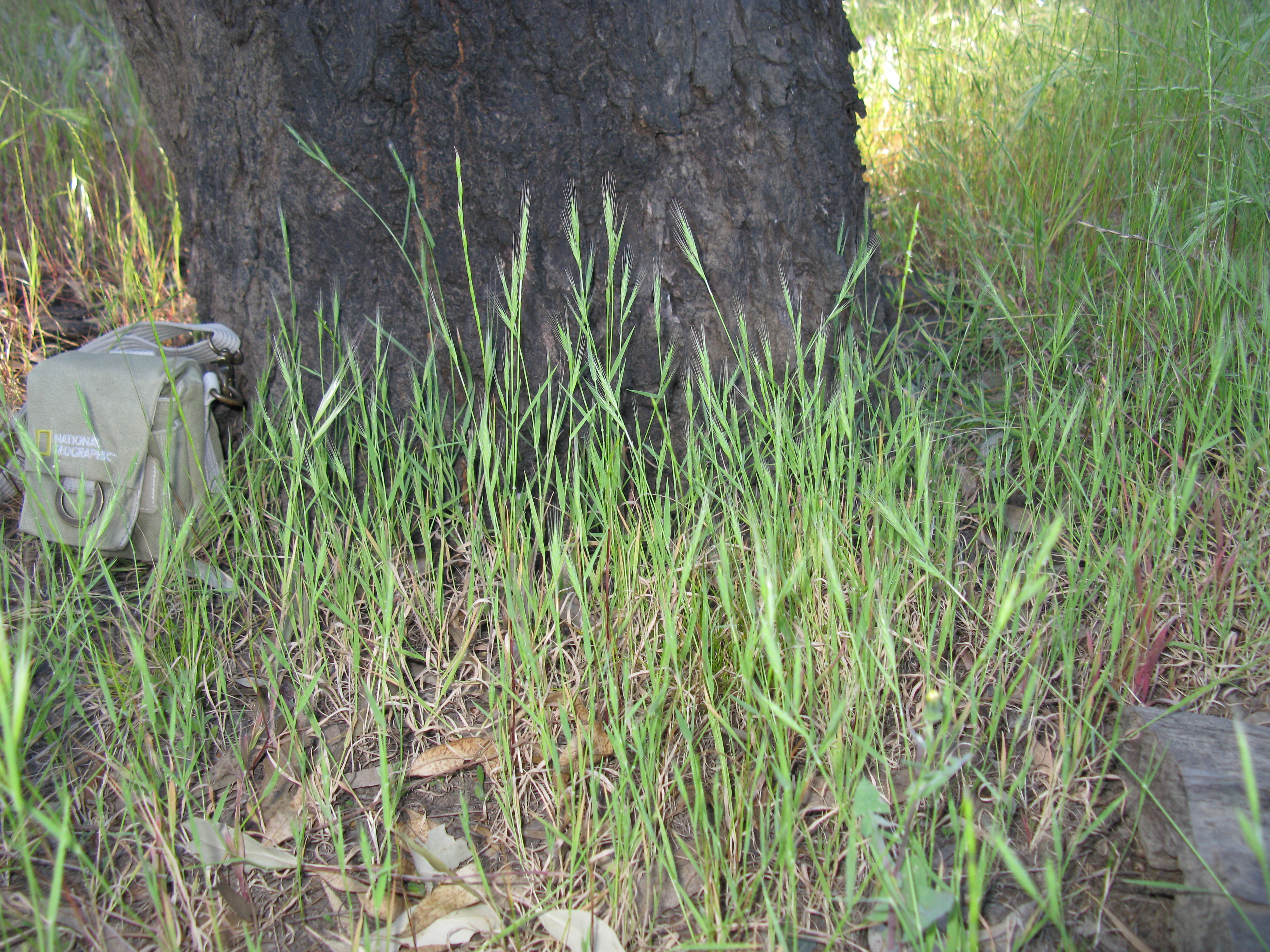
Il portamento

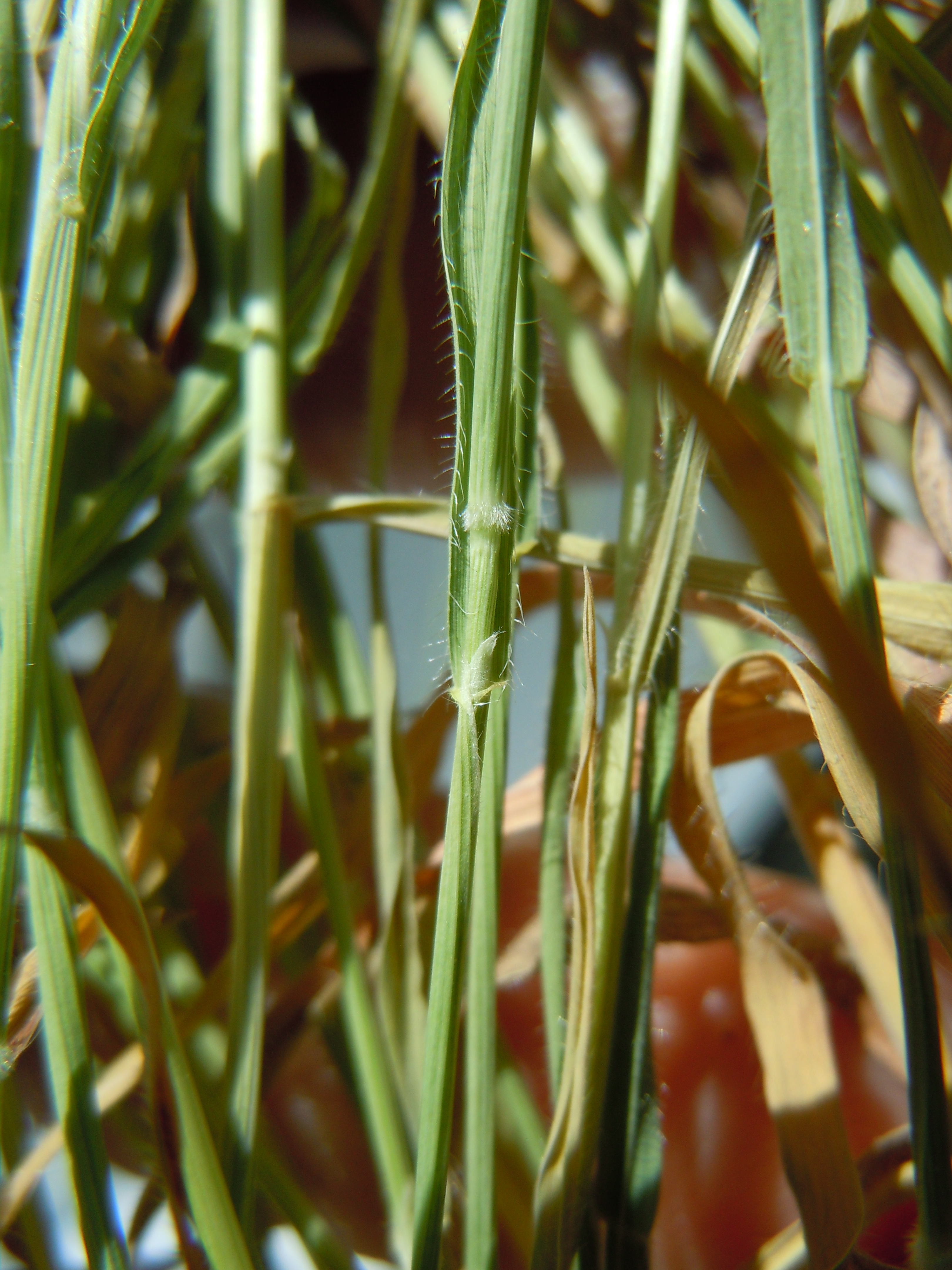
Le foglie

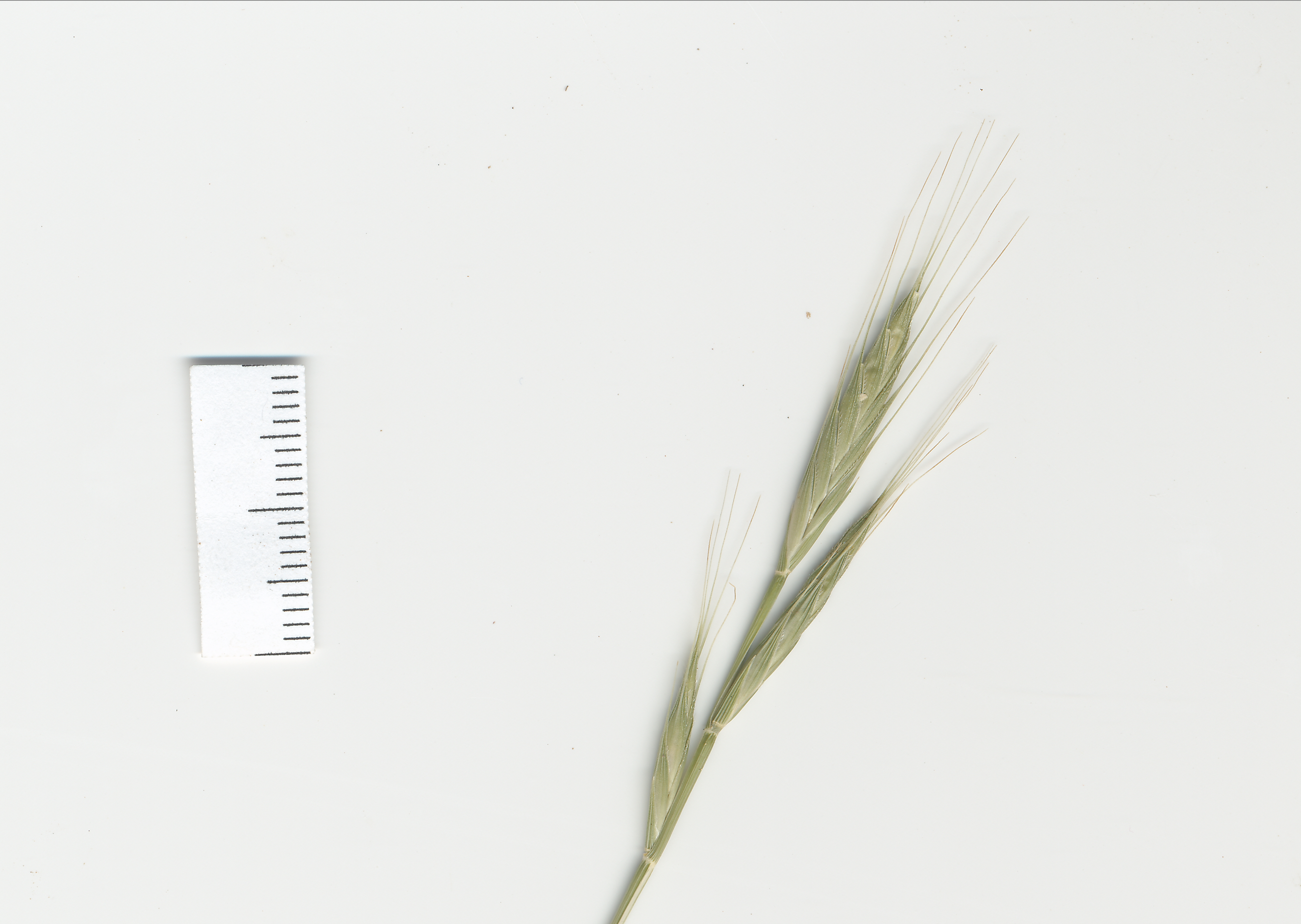
Infiorescenza

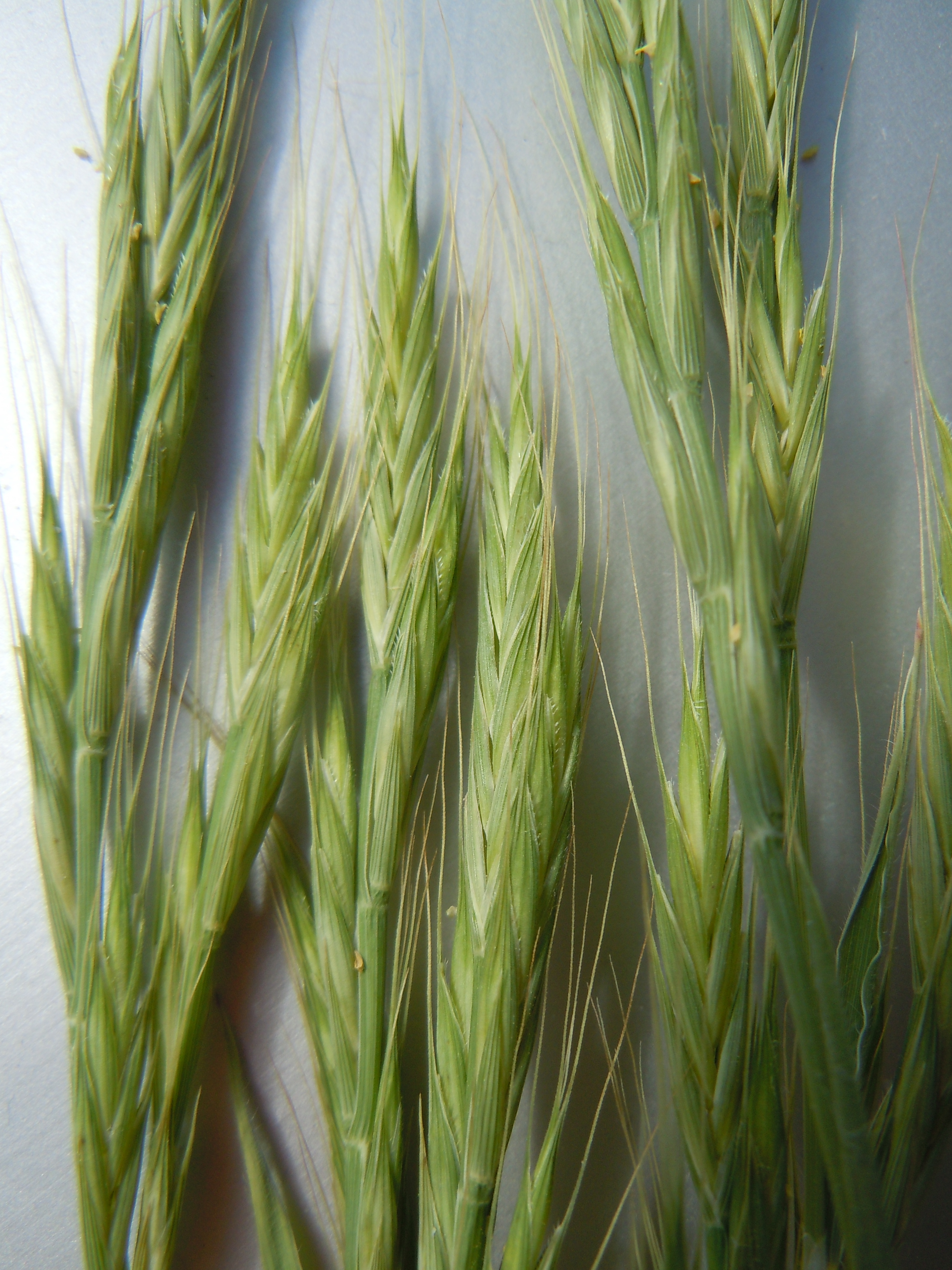
Le spighe

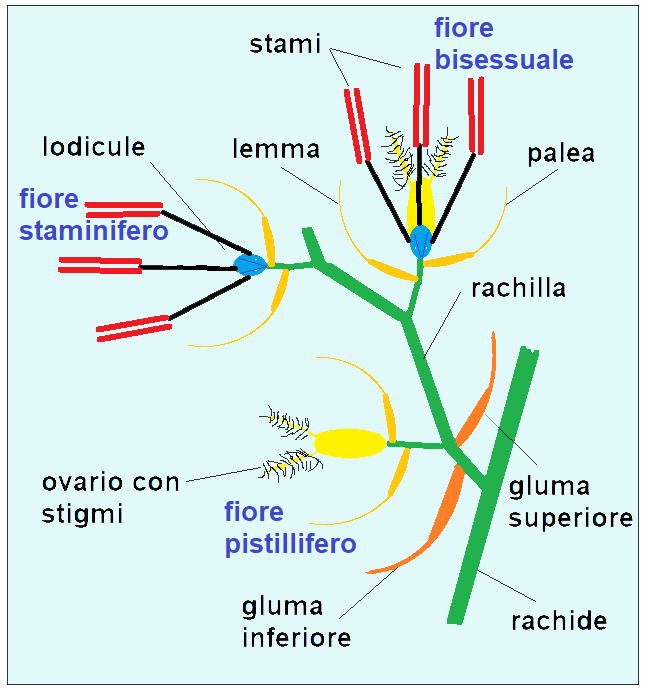
Spighetta generica con tre fiori diversi

Queste piante arrivano ad una altezza di 3 – 30 cm (massimo 40 cm). La forma biologica è terofita scaposa (T scap), ossia in generale sono piante erbacee che differiscono dalle altre forme biologiche poiché, essendo annuali, superano la stagione avversa sotto forma di seme e sono munite di asse fiorale eretto e spesso privo di foglie. In questa pianta non sono presenti i rigetti sterili.

### Radici
Le radici in genere sono secondarie da rizoma.

### Fusto
La parte aerea del fusto è eretta (più facilmente ascendente) con portamento singolo o fascicolato. Ai nodi sono presenti dei peli.

### Foglie
Le foglie lungo il culmo sono disposte in modo alterno, sono distiche e si originano dai vari nodi. Sono composte da una guaina, una ligula e una lamina. Le venature sono parallelinervie. Non sono presenti i pseudopiccioli e, nell'epidermide delle foglia, le papille.
- Guaina: la guaina è abbracciante il fusto e in genere è priva di auricole; le guaine possono essere densamente pelose.
- Ligula: la ligula è membranosa e a volte è cigliata. Lunghezza della ligula: 1 mm.
- Lamina: la lamina ha delle forme generalmente da lineari a lanceolate ed è rigida. La superficie è piana; tra l'epidermide superiore e quella inferiore sono presenti alcuni pilastri di sclerenchima disposti longitudinalmente che a volte sporgono e formano delle coste sulla pagina superiore. Le foglie sono glabre o sparsamente villose. Larghezza della foglia: 2 – 4 mm. Lunghezza 12 cm.

### Infiorescenza
Infiorescenza principale (sinfiorescenza o semplicemente spiga): le infiorescenze, ascellari e terminali, in genere non sono ramificate e sono formate da 1 - 5 spighette ed hanno la forma di una pannocchia aperta. La fillotassi dell'inflorescenza inizialmente è a due livelli, anche se le successive ramificazioni la fa apparire a spirale. Lunghezza dell'infiorescenza: 2 – 3 cm (massimo 6 cm).

### Spighetta
Infiorescenza secondaria (o spighetta): le spighette peduncolate o sessili, compresse lateralmente, sottese da due brattee distiche e strettamente sovrapposte chiamate glume (inferiore e superiore), sono formate da 13 - 17 fiori. Possono essere presenti dei fiori sterili; in questo caso sono in posizione distale rispetto a quelli fertili. Alla base di ogni fiore sono presenti due brattee: la palea e il lemma. La disarticolazione avviene con la rottura della rachilla tra i fiori o sopra le glume persistenti. Lunghezza della spighetta: 18 – 28 mm.
- Glume: le glume sono più corte dei fiori ed hanno apici acuti o acuminati; hanno 5 - 7 venature longitudinali. Lunghezza della gluma superiore: 5 mm. Lunghezza della gluma inferiore: 7 – 8 mm.
- Palea: la palea è un profillo con due venature; può essere cigliata (presenta dei peli rigidi sul margine della metà superiore).
- Lemma: il lemma a volte è pubescente e con forme arrotondate nella parte prossimale; le sue vene non convergono verso l'apice, che è ottuso o acuto e ruvido. Alla fine del lemma è presente una resta lunga 2,5 volte il lemma. Lunghezza del lemma: 8 – 10 mm.

### Fiori
I fiori fertili sono attinomorfi formati da 3 verticilli: perianzio ridotto, androceo  e gineceo.
- Formula fiorale:[6]

*, P 2, A (1-)3(-6), G (2–3) supero, cariosside.
- Il perianzio è ridotto e formato da due lodicule, delle squame traslucide, poco visibili (forse relitto di un verticillo di 3 sepali). Le lodicule sono membranose e non vascolarizzate.
- L'androceo è composto da 3 stami ognuno con un breve filamento libero, una antera sagittata e due teche. Le antere sono basifisse con deiscenza laterale. Il polline è monoporato.
- Il gineceo è composto da 3-(2) carpelli connati formanti un ovario supero. L'ovario, pubescente all'apice, ha un solo loculo con un solo ovulo subapicale (o quasi basale). L'ovulo è anfitropo e semianatropo e tenuinucellato o crassinucellato. Lo stilo, breve, è unico con due stigmi papillosi e distinti.
- Fioritura: da aprile a giugno.

### Frutti
I frutti sono del tipo cariosside, ossia sono dei piccoli chicchi indeiscenti, con forme ovoidali, nei quali il pericarpo è formato da una sottile parete che circonda il singolo seme. In particolare il pericarpo è fuso al seme ed è aderente. L'endocarpo non è indurito e l'ilo è lungo e lineare. L'embrione è piccolo e provvisto di epiblasto ha un solo cotiledone altamente modificato (scutello senza fessura) in posizione laterale. I margini embrionali della foglia non si sovrappongono.

## Biologia
Come gran parte delle Poaceae, le specie di questo genere si riproducono per impollinazione anemogama. Gli stigmi più o meno piumosi sono una caratteristica importante per catturare meglio il polline aereo.
La dispersione dei semi avviene inizialmente a opera del vento (dispersione anemocora) e una volta giunti a terra grazie all'azione di insetti come le formiche (mirmecoria).

## Distribuzione e habitat

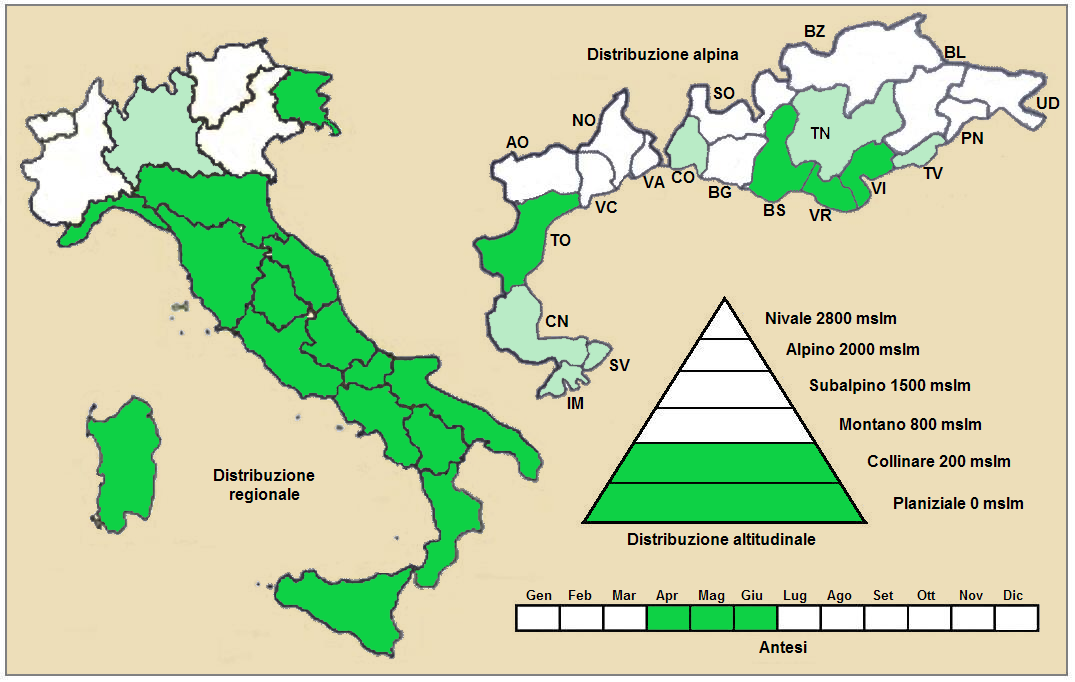
Distribuzione della specie in Italia – Distribuzione alpina

- Geoelemento: il tipo corologico (area di origine) è Steno-Mediterraneo / Turanico o anche Mediterraneo / Sud Ovest Asiatico.
- Distribuzione: in Italia è una specie molto rara e si trova su tutto il territorio (meno frequente al Nord - nelle Alpi la distribuzione è molto discontinua). Fuori dall'Italia, sempre nelle Alpi, questa specie si trova in Francia (dipartimenti di Alpes-de-Haute-Provence, Hautes-Alpes, Alpes-Maritimes e Drôme). Sugli altri rilievi europei collegati alle Alpi si trova nel Massiccio Centrale e Pirenei.[14] Nel resto dell'Europa e dell'areale del Mediterraneo questa specie si trova nell'Europa mediterranea (compresa l'Ucraina), Transcaucasia, Asia mediterranea e Africa mediterranea.[15] Fuori dall'Europa si trova in Afghanistan, Pakistan, Tagikistan, Turkmenistan, Africa settentrionale e Cina.[12]
- Habitat: gli habitat tipici per questa pianta sono gli incolti aridi, le aree prative tra le macchie e i pascoli. Il substrato preferito è calcareo ma anche siliceo con pH neutro, medi valori nutrizionali del terreno che deve essere arido.[14]
- Distribuzione altitudinale: sui rilievi queste piante si possono trovare fino a 1.900 m s.l.m.; sulle Alpi frequentano quindi i seguenti piani vegetazionali: collinare (oltre a quello planiziale – a livello del mare).

### Fitosociologia

#### Areale alpino
Dal punto di vista fitosociologico alpino Brachypodium distachyon appartiene alla seguente comunità vegetale:
- Formazione: delle comunità pioniere a terofite e succulente
  - Classe: Thero-Brachypodietea
    - Ordine: Thero-Brachypodietalia

#### Areale italiano
Per l'areale completo italiano Brachypodium distachyon appartiene alla seguente comunità vegetale:
- Macrotipologia: vegetazione delle praterie
  - Classe: Lygeo sparti-Stipetea tenacissimae Rivas-Martínez, 1978
    - Ordine: Hyparrhenietalia hirtae Rivas-Martínez, 1978
      - Alleanza: Hyparrhenion hirtae Br.-Bl., P. Silva & Rozeira, 1956

Descrizione. L'alleanza Hyparrhenion hirtae è relativa alle praterie di tipo steppico con cicli biologici perenni su substrati vari (suoli poco profondi e moderatamente disturbati) anche in presenza di affioramenti rocciosi. Questa cenosi si sviluppa soprattutto nel macroclima mediterraneo dal piano basale a quello collinare. La distribuzione di Hyparrhenion hirtae è relativa al Mediterraneo meridionale, nelle stazioni più aride dell’Europa meridionale, Africa settentrionale e Asia sud-occidentale. In Italia è presente nei settori meridionali della Basilicata, della Calabria e della Sardegna e nell’intera regione Sicilia.
Specie presenti nell'associazione: Hyparrhenia hirta, Hyparrhenia sinaica, Dactylis hispanica, Phagnalon saxatile, Bituminaria bituminosa, Sedum sediforme, Brachypodium retusum, Pallenis spinosa, Carlina corymbosa, Reichardia picroides, Convolvulus althaeoides, Foeniculum piperitum, Hyparrhenia hirta, Aristida caerulescens, Tricholaena teneriffae, Cenchrus ciliaris, Tetrapogon villosus, Eremopogon foveolatus, Stipagrostis sahelica, Eragrostis papposa, Andropogon distachyos, Carex depressa, Heteropogon contortus, Tricholaena teneriffae, Convolvulus althaeoides.
Altre alleanze per questa specie sono:
- Podospermo laciniati-Elytrigion athericae

## Tassonomia
La famiglia delle Poacee comprende circa 800 generi e oltre 9.000 specie. È una delle famiglie più numerose e più importanti del gruppo delle monocotiledoni. La famiglia è suddivisa in 12 sottofamiglie, il genere Brachypodium fa parte della sottofamiglia Pooideae.
Il basionimo per questa specie è: Bromus distachyos L., 1756.

### Filogenesi
La tribù Brachypodieae fa parte della supertribù Stipodae L. Liu, 1980. La supertribù Stipodae (formata dalle tribù Ampelodesmeae, Stipeae, Brachypodieae e Diarrheneae) è il quarto nodo della sottofamiglia Pooideae ad essersi evoluto (gli altri tre precedenti sono la tribù Brachyelytreae, e le supertribù Nardodae e Melicodae). All'interno della supertribù, la tribù Brachypodieae è stata la più recente ad evolversi.
Alcuni studi sulla struttura cromosomica delle specie del genere Brachypodium sembrano indicare che il genoma attuale di B. distachyon derivi da B. mexicanum.
Il genere presenta la seguente sinapomorfia: le celle sussidiarie degli stomi sono parallele.
Il numero cromosomico di B. distachyon è: 2n = 30 (20, 28).

### Sinonimi
Questa entità ha avuto nel tempo diverse nomenclature. L'elenco seguente indica alcuni tra i sinonimi più frequenti:
- Agropyron distachyon (L.) Chevall.
- Brachypodium annuum Sennen
- Brachypodium asperum (DC.) Roem. & Schult.
- Brachypodium brevisetum (DC.) Roem. & Schult.
- Brachypodium ciliatum (Gouan) P.Beauv.
- Brachypodium distachyon Roem. & Schult.
- Brachypodium distachyon var. asperum (DC.) Parl.
- Brachypodium distachyon f. brevisetum (DC.) Pamp.
- Brachypodium distachyon var. brevisetum (DC.) Asch. & Graebn.
- Brachypodium distachyon f. confusum Pamp.
- Brachypodium distachyon var. distachyon
- Brachypodium distachyon var. hispidum Pamp.
- Brachypodium distachyon f. intermedium Pamp.
- Brachypodium distachyon f. mite Pamp.
- Brachypodium distachyon var. monostachyum (Poir.) Guss.
- Brachypodium distachyon f. multiflorum (Willk.) Pamp.
- Brachypodium distachyon var. multiflorum Willk.
- Brachypodium distachyon var. neglectum T.Ruíz & Devesa
- Brachypodium distachyon f. paradoxum (Sommier) Pamp.
- Brachypodium distachyon var. paradoxum Sommier
- Brachypodium distachyon subsp. paui (Sennen) Malag.
- Brachypodium distachyon f. pentastachyon (Tineo) Pamp.
- Brachypodium distachyon var. pentastachyon (Tineo) Guss.
- Brachypodium distachyon var. pentastachyum (Tineo) Asch. & Graebn.
- Brachypodium distachyon var. platystachyon Coss. & Durieu
- Brachypodium distachyon f. platystachyum (Balansa) Pamp.
- Brachypodium distachyon var. platystachyum Balansa
- Brachypodium distachyon var. pluriflorum Oppenh.
- Brachypodium distachyon f. pseudosubtile Pamp.
- Brachypodium distachyon var. pubescens Maire
- Brachypodium distachyon var. pumilum Willk.
- Brachypodium distachyon f. subtile (De Not.) Pamp.
- Brachypodium distachyon var. subtile (De Not.) Lojac.
- Brachypodium distachyon f. undulatifolium Pamp.
- Brachypodium distachyon var. undulatum Guss.
- Brachypodium distachyon var. velutinum Pamp.
- Brachypodium geniculatum K.Koch
- Brachypodium macrostachyum Besser
- Brachypodium megastachyum Besser
- Brachypodium monostachyum (Poir.) Nyman
- Brachypodium × paui Sennen
- Brachypodium × paui f. fontqueri St.-Yves
- Brachypodium pentastachyum (Tineo) Tineo
- Brachypodium phoenicoides var. brevisetum (DC.) St.-Yves
- Brachypodium platystachyum Huber
- Brachypodium polystachyum Sennen
- Brachypodium rigidum (Roth) Link
- Brachypodium schimperi (Hochst. ex A.Rich.) Chiov.
- Brachypodium subtile De Not.
- Bromus buxbaumii Ten. ex Steud.
- Bromus ciliatus Lam.
- Bromus distachyos L.
- Bromus geniculatus (K.Koch) Steud.
- Bromus monostachyus Steud.
- Bromus paradoxus C.Presl
- Bromus pentastachyus Tineo
- Bromus platystachyus Lam.
- Festuca breviseta (DC.) Steud.
- Festuca diandra Moench
- Festuca distachya (L.) Roth
- Festuca distachya var. aspera (DC.) Mutel
- Festuca distachya var. pentastachya (Tineo) Guss.
- Festuca monostachya Poir.
- Festuca pentastachya (Tineo) C.Presl
- Festuca pseudistachya Koeler
- Festuca rigens Trin. ex Steud.
- Festuca rigida Guss. ex Steud.
- Festuca rigidoaspera Steud.
- Festuca schimperi (Hochst. ex A.Rich.) Steud.
- Festuca subtilis (De Not.) Steud.
- Festuca tauschii Steud.
- Secale bromoides L. ex Munro
- Trachynia distachya (L.) Link
- Trachynia distachya var. hispida (Pamp.) Bor
- Trachynia pentastachya (Tineo) Tzvelev
- Trachynia platystachya (Balansa ex Coss.) H.Scholz
- Trachynia rigida (Roth) Link
- Triticum asperrimum Link [Spelling variant]
- Triticum asperum DC.
- Triticum brevisetum DC.
- Triticum ciliatum (Gouan) Cav.
- Triticum distachyon (L.) Brot.
- Triticum distertum Tardent
- Triticum flabellatum Tausch
- Triticum geniculatum (Koch) Walp.
- Triticum maritimum Wulfen
- Triticum monostachyum Lam. ex Roem. & Schult.
- Triticum polystachyum Lag. ex Steud.
- Triticum schimperi Hochst. ex A.Rich.
- Triticum subtile Fisch., C.A.Mey. & Avé-Lall.
- Triticum subtile Fisch. Meyer, & Ave.-Lallem
- Triticum tenue Fisch. & C.A.Mey. ex Steud.
- Zerna distachya (L.) Panz. ex B.D. Jacks.
- Zerna distachyos (L.) Panz.

## Usi
A causa dei culmi rigidi e della presenza di peli è poco gradita dagli animali domestici, ed ha quindi uno scarso valore come foraggera.

### Organismo modello
Sebbene Brachypodium distachyon abbia un interesse limitato da un punto di vista agrario, è utilizzata con successo come organismo modello
per studi di genetica, biologia molecolare e biologia cellulare sulle piante erbacee dei climi temperati. I principali motivi che ne rendono così agevole lo studio sono:
- genoma piccolo (300 - 320 Mbp), quindi facile da sequenziare
- presenza di soli 5 cromosomi
- disponibilità di ecotipi diploidi, tetraploidi, esaploidi
- taglia ridotta
- ciclo breve (circa 20 - 25 giorni dalla germinazione alla fioritura)
- autofertile
- limitate esigenze di coltivazione

Il genoma di Brachypodium distachyon è stato completamente sequenziato e i risultati pubblicati sulla rivista scientifica Nature a febbraio 2010. Queste scoperte potranno essere utili per conoscere meglio genomi più complessi di specie di elevato interesse agrario e alimentare come il grano e l'orzo.